# Josef Špaček (agrární politik)
Josef Špaček (22. března 1868 Trnový Újezd – 4. prosince 1955) byl český a československý politik, poslanec Revolučního národního shromáždění za agrárníky.

## Biografie
Pocházel z rolnické rodiny z Trnového Újezda u Karlštejna. Jeho otec Josef Špaček (zemřel roku 1912) zde byl sedlákem a okresním politikem. Do rodu Špačkových z Trnového Újezda patřil i Karel Špaček, profesor na Vysoké škole technické v Praze a její rektor.
Politicky aktivní byl již za Rakouska-Uherska. Ve volbách do Říšské rady roku 1907 se stal poslancem Říšské rady (celostátní parlament), kam byl zvolen za okrsek Čechy 057. Usedl do poslanecké frakce Klub českých agrárníků. Opětovně byl zvolen za týž obvod i ve volbách do Říšské rady roku 1911 a ve vídeňském parlamentu setrval do zániku monarchie. K roku 1911 je zmiňuje jako statkář z obce Trnový Újezd.
Od roku 1918 zasedal v Revolučním národním shromáždění za Republikánskou stranu československého venkova. Byl profesí rolníkem.